# Ai confini dell'universo
C'era una volta... lo spazio (edizione  Rai), Ai confini dell'universo (edizione Mediaset e titolo utilizzato per la distribuzione Dynit) o anche  Avventure nello spazio (titolo Laservision), il cui titolo originale è Il était une fois... l'Espace, è una serie televisiva francese a disegni animati del 1982 diretta da Albert Barillé e prodotta da Procidis, con musiche di Michel Legrand.
Nel 1983 è stato realizzato un lungometraggio: La Revanche des humanoides, unendo gli ultimi episodi della serie, diretto sempre da Albert Barillé.
Il cartone fa parte di una collana di otto prodotti intitolata C'era una volta..., di cui costituisce la seconda serie.

## Trama
La serie è a sfondo fantascientifico, e prende ad ispirazione le avventure di una coppia di poliziotti per insegnare ed educare nelle tematiche più svariate, come inquinamento, sovrappopolazione, entomologia, e altre ancora. I protagonisti lavorano nelle forze di sicurezza di una federazione intergalattica, detta Confederazione Omega, che comprende 11 civiltà differenti, fra cui quella terrestre. La confederazione, per alcuni versi, fra cui bandiera e modus operandi, con un consiglio dei governi che prende le decisioni a maggioranza, ricorda l'Unione europea.
Col proseguire della storia i protagonisti si ritrovano ad affrontare un nemico in comune: il generale Pest, dittatore della stella Cassiopea. In più di un episodio i problemi avvengono per opera di terroristi al comando del generale, il quale intende sabotare la federazione galattica per poter infine dichiarare guerra e diventare il dominatore della galassia.
Per fare questo Pest instaura una alleanza con un mondo governato dalle macchine e gestito dal grande computer, sperando di poterli usare per raggiungere il suo scopo. Le macchine comprendono subito il suo piano, e lo usano a loro volta, per comprendere le difese della federazione galattica per quando li dovranno invadere.
Negli ultimi episodi, il nemico principale diventa il mondo delle macchine, divenute ormai una minaccia per la galassia intera: il primo a cadere è proprio il Generale Pest, il quale decide di arrendersi solo dopo avere testardamente mandato al suicidio la sua intera flotta nonostante la schiacciante superiorità del nemico.
Malgrado la sconfitta rovinosa della sua nazione militarmente più forte, e di fronte alla prospettiva di una guerra impossibile da vincere, la Confederazione decide tuttavia quasi all'unanimità di non arrendersi senza combattere, e tutte le restanti civiltà mettono insieme una flotta gigantesca con cui organizzare un'ultima resistenza.
Quando la flotta è già in volo, però, Psi, riceve un messaggio telepatico di un'entità misteriosa che incoraggia tutti a non perdere le speranze, dandogli delle coordinate per dirottare le navi in un'altra zona dello spazio. Essi benché titubanti eseguano quanto detto, e in quello stesso momento un gigantesco globo solare inghiotte l'intera flotta meccanica, compresa la città del grande computer, disintegrandoli.
Stupiti di tale avvenimento, i governanti di Omega hanno quindi modo di conoscere i propri salvatori, che si manifestano a loro all'interno di un limbo che separa tra di loro innumerevoli universi e dimensioni parallele. Qui i protagonisti incontrano infine L'uomo delle stelle, il membro di un consiglio di civiltà superiori aliene. Il consiglio alieno rivela di conoscere le origini degli esseri umani e che al principio, essi erano immortali e vivevano in una condizione senza tempo. Stancatisi però, essi decisero infine di divenire mortali e avere un corpo fisico sottostando infine alle leggi dello scorrere del tempo. E arriverà un giorno in cui torneranno, a essere immortali com’erano all'origine. I membri della federazione di Omega, chiedono al consiglio alieno aiuto per potersi migliorare e porre fine ai conflitti, ma l'uomo stellare risponde con dispiacere che non è possibile. Devono essere gli uomini stessi a scegliere la propria strada, e la comprensione deve essere imparata, non inculcata a forza. Quando l'uomo capirà i suoi errori, essi potranno finalmente unirsi a loro. Prima di congedarsi gli alieni promettono che si ripresenteranno fra qualche secolo per vedere i loro risultati. I protagonisti tornano infine sulla terra con la speranza che tutto quello che è accaduto porterà a un nuovo futuro di pace e speranza per tutta la galassia sancendo così l'inizio di una nuova era.

## Personaggi

### Principali

Psi

- Pierre - Protagonista della storia, il colonnello Pierre è a capo della polizia spaziale di Omega, e marito della presidente della Confederazione. Voce francese di Roger Carel, italiana di Giorgio Bonino (ed. Mediaset).
- Pierrette - Presidente delle Confederazione Omega. Voce originale di Annie Balestra, italiana di Deborah Magnaghi (ed. Mediaset).
- Pierrot (Pierino nella versione Rai) - Figlio di Pierre e Pierrette, debutta nella serie come tenente, per poi diventare capitano. Voce originale di Vincent Ropion, italiana di Claudio Capone (ed. Rai) e Davide Garbolino (ed. Mediaset).
- Psi (Psiche nella versione Rai) - Il cui vero nome sarebbe Mercedes, ma non viene usato che poche volte, è l'amica di Pierrot e suo secondo in comando durante le missioni di pattuglia della polizia spaziale. Possiede dei talenti psichici, che le permettono di avvertire dei pericoli imminenti e di comunicare telepaticamente. Percepisce in certe circostanze una presenza esterna che sembra volerla proteggere dai pericoli. Voce francese di Annie Balestra, italiana di Emanuela Rossi (ed. Rai) e Alessandra Karpoff (ed. Mediaset).
- Metro - Robot creato dal Maestro, è un androide con cervello positronico, e accompagna Pierrot e Psi durante le pattuglie, dispensando i preziosi servigi che può offrire il suo corpo trasformabile, ricco di accessori. Nonostante le apparenze possiede delle capacità di combattimento estremamente elevate, tanto da tenere testa ai robot più pericolosi. La cosa che rende Metro superiore a loro è la capacità di usare la fantasia senza essere legato a idee logiche.
- Maestro - Il professore Maestro è uno scienziato molto anziano; ha creato Metro in passato, e si occupa di ripararne i guasti. Illustre maestro di scienza basa le condizioni della vita su dati costantemente tematici. Verso la fine della serie, con l'invasione delle macchine ormai prossima, si convince che la vita e ciò che accade non può essere basato solo su calcoli matematici, comprendendo infine che esistono forze superiori e sconosciute nel cosmo e che esse sono benevole e che possono aiutarli. Voce francese di Roger Carel, italiana di Maurizio Scattorin (ed. Mediaset).
- Le Gros (Maciste nella versione Rai) - Il comandante Le Gros è subordinato al colonnello Pierre; possiede un carattere diretto e impulsivo, poco incline alle discussioni.
- Petit Gros (Macistino nella versione Rai) - Migliore amico di Pierrot, lavora anch'egli nel corpo di polizia. È figlio del comandante Le Gros, e ha ereditato il suo medesimo carattere.
- Pest - Generale di Cassiopea, nonché suo dittatore, nemico principale della Confederazione di Omega, ne diverrà alleato contro la minaccia degli Umanoidi. Voce italiana di Giovanni Battezzato (ed. Mediaset).
- Dwarf - Secondo del Generale Pest, fa da tramite tra gli ordini del generale e le sue relative truppe. Voce italiana di Mario Scarabelli (ed. Mediaset).

### Altri personaggi
- Shivaz - illustre e geniale scienziato vissuto trecento anni fa. Sulla terra durante le crisi del pianeta a causa delle guerre in atto, si tenne un consiglio dei più grandi rappresentanti per decidere come fermare pacificamente il conflitto. Il professor Shivaz credette fermamente che l'unico modo per portare la pace fosse quello che le macchine e i robot comandassero al posto degli umani. Il consiglio accusò il professore di essere un folle, venendo scacciato dal consiglio per le sue idee fanatiche. Nonostante l'allontanamento dal consiglio, Shivaz continuò il suo piano. Trasferendosi in un altro pianeta iniziò a costruire robot per aiutare la popolazione indigena che vi abitava. Essi tuttavia compresero subito come il professore facesse svolgere principalmente tutti i compiti alle proprie macchine, senza dare aiuti che potessero far migliorare personalmente la vita alle persone del pianeta. Ciò causò una rivolta e gli abitanti distrussero i robot e il suo laboratorio. A seguito a questo, Shivaz creò dei robot da guerra affinché tenessero lontani gli abitanti lasciando sviluppare la propria base, che col proseguire del tempo si ingrandì fino a diventare una grossa città automatizzata, sviluppando robot e macchine sempre più avanzate. Shivaz creò infine il Grande Computer: un'intelligenza artificiale che permeava l'intera città acquisendo enormi quantità di informazioni. Prossimo alla fine dei suoi giorni, il Professore rammentò al Grande Computer il compito di proteggere l'umanità da sé stessa e in tal caso di usare la forza se necessario per evitare che si autodistruggessero. I robot per onorare la sua memoria diedero il suo volto all'edificio principale della città automatizzata.
- Grande Computer - Intelligenza artificiale estremamente avanzata creata dal professore Shivaz trecento anni addietro. Seguendo gli insegnamenti del professore, il Grande Computer si adoperò nel tempo per rispettare gli insegnamenti dettatigli da Shivaz per sottomettere gli umani potendo così evitare future guerre e conflitti. Nel proseguire del tempo creò un esercito di robot attrezzato con armi in grado di distruggere persino un pianeta senza problemi.
- Uomo Stellare - figura misteriosa che a volte si presenta in forma incorporea davanti a Psi comuncicandogli col pensiero. Il suo aspetto è quello di un uomo alto e calvo, avvolto con un lungo mantello. Presenta un triangolo luminoso capovolto sulla fronte. Si manifesta a volte davanti a Psi parlandole dolcemente, di avere fiducia nei suoi amici e di non perdere mai la speranza nelle peggiori situazioni. Verso la fine si rivela essere il rappresentante di un gruppo civiltà di alieni misteriosi, immortali dotati di poteri quasi divini. Si presentano di fronte alla flotta di omega a bordo di una misteriosa astronave luminosa di forma triangolare che semrba contenere un altro universo o un'altra dimensione. Aiutano infine la flotta di Omega a sconfiggere la minaccia del Grande Computer.

## Lista episodi
| n° | Titolo originale            | Titolo italiano                   | Trama |
| -- | --------------------------- | --------------------------------- | --- |
| 01 | La planète Oméga            | Il pianeta Omega                  | All'alba del XXXI secolo, un'astronave non identificata entra nello spazio aereo di Omega, il pianeta capitale dell'omonima confederazione che riunisce le civiltà più avanzate della galassia. Il Consiglio di Omega vota a maggioranza per un approccio pacifico, e una squadra di polizia, di cui fa parte anche un gruppo di giovani cadetti, viene inviata sulle tracce dell'intruso per stabilire un contatto. |
| 02 | Les Sauriens                | I Sauriani                        | La squadra di Pierrot viene inviata su Lago, un pianeta abitabile nella costellazione di Pegaso, dove potrebbero risiedere forme di vita intelligente. Pierrot ed i suoi compagni, poco dopo l'arrivo, si imbattono effettivamente in un'arcaica civiltà di sauropodi, culturalmente arretrati ma a prima vista pacifici. La verità, però, è ben diversa da come appare. |
| 03 | La planète verte            | Il pianeta verde                  | In risposta ad alcuni strani movimenti di truppe e navi da guerra da parte del nazionalista e guerrafondaio sistema di Cassiopea, Pierrot e i suoi compagni vengono inviati in un pianeta abitabile nel confine esterno di Andromeda per accertare l'eventuale presenza di una flotta di Cassiopea. Il pianeta in questione si rivela ben presto abitato da piante intelligenti, ma come il consiglio aveva previsto il delicato ecosistema che vi si trova è minacciato dalle mire espansionistiche del Generale Pest, l'imperatore di Cassiopea. |
| 04 | Du côté d'Andromède         | Dalla parte di Andromeda          | Durante una normale missione di pattuglia, la nave di Pierrot e Psi fa naufragio su Clarus, un pianeta della costellazione di Andromeda colonizzato secoli prima dagli abitanti della maggiore civiltà del sistema ma successivamente abbandonato a causa dell'ecosistema proibitivo e inospitale. Come se non bastasse, gli indigeni si rivelano tutt'altro che pacifici. |
| 05 | Les Cro-Magnons             | Ritorno al paleolitico            | Una soffiata di un informatore avvisa la Confederazione che qualcuno sta progettando di stabilire una base non autorizzata sul pianeta Diana, nella costellazione di Andromeda, giudicato off-limits per non ostacolare la naturale evoluzione dei suoi abitanti, umani che vivono in un'epoca simile alla preistoria. Una flotta da guerra viene mobilitata per respingere l'eventuale tentativo di colonizzazione, e nel corso della missione Pierrot e Psi avranno modo di entrare in contatto con gli indigeni. |
| 06 | La révolte des robots       | La rivolta dei robot              | Sul pianeta Leto, dove la società dipende interamente dal lavoro dei robot, le macchine organizzano una rivolta che in poco tempo permette loro di conquistare l'intero pianeta. Per salvare gli ostaggi e mettere fine alla rivolta, un superstite abbandona Leto giusto in tempo e chiede aiuto alla Confederazione, che invia una flotta guidata dal comandante Le Gros. Il saggio Maestro, però, sospetta che i robot autori della rivolta siano stati manipolati. |
| 07 | La planète Mytho            | Il pianeta Mito                   | Pierrot e Psi raggiungono il pianeta Mytho, scoprendo che gli abitanti vivono in uno stato di profonda arretratezza a causa di sedicenti dèi, in realtà visitatori spaziali dotati di lunga vita precipitati si Mythos diversi secoli prima e rimasti bloccati dopo che la loro astronave si era rivelata così danneggiata da risultare irrecuperabile. Decisi a riequilibrare la situazione, i due ragazzi si adoperano per rendere gli indigeni indipendenti dai capricci e dai deliri di onnipotenza delle loro scomode divinità. |
| 08 | Le long voyage              | Il lungo viaggio                  | Un gruppo di esploratori spaziali partiti dalla Terra nel 2023 alla ricerca di nuovi mondi raggiunge Omega dopo più di 1000 anni di viaggio, scoprendo che nel frattempo il progresso tecnologico e le nuove conoscenze in materia di viaggi spaziali hanno permesso ad altri umani partiti dopo di loro di raggiungere il loro obiettivo con diversi secoli di anticipo. Mentre Pierrot e Psi mostrano al comandante della spedizione gli incredibili progressi compiuti dall'umanità nel periodo in cui lui e i suoi compagni stavano dormendo, però, succede un imprevisto. |
| 09 | À Cassiopée                 | Cassiopea                         | A causa dell'atteggiamento troppo espansionista ed aggressivo tenuto da Cassiopea, i rapporti tra la confederazione e il Generale Pest sono sempre più tesi. Per cercare di capire le intenzioni del generale, Pierrot e Psi vengono mandati in esplorazione nel sistema, ma sono ben presto individuati e catturati. Rinchiusi in prigione, scoprono ben presto che Cassiopea ha iniziato segretamente la costruzione di una base missilistica su di un piccolo pianeta nella costellazione del Tritone, da dove conta di poter dare il via ad una campagna contro la Terra, accusata da Pest di esercitare un controllo eccessivo sulla Confederazione.                                    |
| 10 | La planète déchiquetée      | Il pianeta distrutto              | Cassiopea annuncia la propria uscita dalla Confederazione, e per cercare di riequilibrare le forze Omega replica avviando la costruzione di nuove astronavi da guerra. Giunge ben presto la notizia che nelle vicinanze di Tritone si trova un sole ormai in procinto di trasformarsi in una supernova, la cui deflagrazione è destinata a spazzare via senza scampo la base di Cassiopea assieme all'intero settore. Dal momento che Pest non vuole sentire ragioni, per Pierrot e gli altri non c'è altra scelta che cercare di forzare il blocco sopra la base per tentare di salvarne gli abitanti.                                                                                      |
| 11 | Les naufragés de l'espace   | Naufragio nello spazio            | La nave di Psi e Pierrot è costretta ad un atterraggio di emergenza su di un pianeta apparentemente disabitato, che tuttavia si rivela essere ben presto abitato da una razza semi-intelligente di pigmei telepatici, arretrati ma pacifici. Dal momento che non vi è la certezza di poter essere soccorsi e che ripartire è impossibile, l'unica speranza per i superstiti è cercare di sopravvivere con ciò che il pianeta ha da offrire: i contrasti e gli attriti, però, non tardano a farsi sentire. |
| 12 | Les géants                  | I giganti                         | Pierrot e Psi vengono mandati in esplorazione su di un pianeta il cui sole è in procinto di spegnersi, sul quale però potrebbe abitare una razza intelligente che quindi necessiterebbe di essere evacuata. I due ragazzi, una volta atterrati, scoprono invece che le tracce di alterazione geologica rilevati dai satelliti sono in realtà opera di insetti giganteschi, evolutisi fino a dimensioni colossali grazie all'assenza di altri predatori. Il loro girovagare li conduce all'interno di un enorme termitaio, dal quale però sarà difficile uscire. |
| 13 | Les Incas                   | Un'antica civiltà                 | L'intera squadra della polizia galattica, affiancata anche dal Maestro e Metro, compie una spedizione scientifica su di un pianeta sul quale si è sviluppata un'antica civiltà precolombiana. Parlando con i locali, Pierrot e gli altri scoprono che l'inusuale alto livello di progresso scientifico da parte di un popolo così primitivo è dovuto all'arrivo, molti secoli prima, di altri colonizzatori spaziali: questi, inizialmente trattati come divinità, se n'erano tuttavia andati poco tempo dopo, quando alcuni degli indigeni, smaniosi del loro sapere scientifico, avevano assunto un atteggiamento ostile nei loro confronti. Ora, la storia rischia di ripetersi.          |
| 14 | Chez les dinosaures         | Il pianeta dei dinosauri          | Pierrot e Psi sono costretti ad un atterraggio di emergenza su di un pianeta nella costellazione della Colomba che, una volta esplorato, si rivela essere molto simile alla Terra del periodo Tardo Cretaceo. Proprio per questo motivo, però, l'ecosistema si rivela essere estremamente pericoloso. |
| 15 | Les anneaux de Saturne      | Il pianeta degli Uomini-Lucertola | Psi si reca su Saturno per compiere alcune ricerche scientifiche, scoprendo per caso una base militare segreta abitata da umanoidi replicanti al servizio di Cassiopea. Catturata, la ragazza è sottoposta a duri interrogatori, durante i quali la sua integrità fisica e mentale minaccia più volte di crollare. Qualcuno, però, sembra volerla aiutare. |
| 16 | L'imparable menace          | Una terribile minaccia            | Il generale Pest compie la sua mossa, e dalla sua base segreta nel sistema solare lancia un missile termonucleare diretto verso la Terra, pretendendo come condizione per arrestarne la corsa la resa della confederazione e la sua sottomissione a Cassiopea. Dal momento che l'arma è praticamente inattaccabile, e la sua traiettoria impossibile da modificare, l'unica speranza per evitare la collisione è che Pierrot e Psi, gli unici abbastanza vicini, salgano direttamente a bordo del missile per disarmarlo manualmente. |
| 17 | Terre!                      | Il sabotatore                     | Conclusa la propria missione Pierrot, Psi, Gros e uno stremato Metro fanno rotta per la Terra, dove vengono accolti da eroi. L'anziano comandante della spedizione Bleriot (Episodio 8: Il Lungo Viaggio) fa loro da guida, raccontandogli il lungo e difficile percorso compiuto dal pianeta e dai suoi abitanti per liberarsi da antiche rivalità diventando la civiltà più influente della galassia. Durante il loro giro turistico, però, i ragazzi scoprono anche che la Terra sta segretamente approntando un sistema difensivo orbitale che, se completato, renderebbe il pianeta virtualmente inattaccabile, ma anche che qualcuno sta cercando di sabotare i lavori di costruzione. |
| 18 | L'Atlantide                 | Atlantide                         | Pierrot approfitta dei ultimi momenti di ferie per recarsi nei vecchi impianti sotto-marini concepiti da Maestro. Lì incontra Piet, un ragazzo in gamba, specialista dei problemi sottomarini. |
| 19 | L'étrange retour vers Oméga | Il ritorno verso Omega            | A causa di un guasto, i nostri amici non sono riusciti a salire sul Cosmopolitan che li doveva portare su Omega. Riescono comunque a raggiungere la nave già in movimento. |
| 20 | La revanche des robots      | La vendetta dei robot             | Un messaggio in arrivo dal pianeta Leto annuncia una rivolta degli uomini contro l'autorità robotica. Omega deve arbitrare. |
| 21 | Les Humanoïdes              | Gli umanoidi                      | Prima di essere promosso alla guida di un incrociatore, Pierrot esegue la sua ultima missione in compagnia di Psi e Metro. Insieme assistono a una strana manovra nello spazio. |
| 22 | Un monde hostile            | Un pianeta ostile                 | Accompagnati da Silva e Gillio, Piertot e Metro partono alla scoperta del pericoloso paese d’Apis. Sperano di incontrare Murdock, un trafficante che potrebbe fornirgli un'aeronave. |
| 23 | Cité en vol                 | In volo sulla città               | Pierrot e Metro si rendono sul pianeta Yama dove sperano di ritrovare Psi, reclusa dagli Umanoidi. Ma la faccenda appare complicata. |
| 24 | Le grand ordinateur         | Il grande computer                | L'incrociatore Omega si dirige verso la gigantesca città che solca lo spazio. Maestro prova di convincere il Colonnello Piero che la loro nave è in grado di combattere qualsiasi avversario… |
| 25 | Combat de titans            | L'ultimatum                       | Tigna lancia un ultimatum a Omega, certo di vincere la guerra grazie alla potenza degli alleati di Yama. |
| 26 | L'infini de l'espace        | Nell'infinità dello spazio        | Sul pianeta Omega la situazione è grave: il grande computer ha dato 3 giorni alla confederazione per arrendersi… |

## Sigla di testa
In originale la sigla è stata scritta da Albert Barillé e cantata da Jean-Pierre Savelli. Per la trasmissione sulle reti Rai è stata utilizzata sempre l'introduzione originale, mentre per l'edizione curata dalla Mediaset venne cantata da Cristina D'Avena con il titolo Ai confini dell'universo.

## Edizione italiana
In Italia il cartone andò originariamente in onda il 1º dicembre 1982 su RaiUno, con il doppiaggio curato da SEDIF, a cui ha preso parte anche la CVD. È stato poi ritrasmesso su Italia 1 dall'estate 2002 su adattamento della Denab Film.

## Produzione
- I seguenti soggetti hanno partecipato alla produzione della serie.
  -  Francia – Procidis, France Régions 3
  -  Giappone – Eiken
  -  Canada – ICI Radio-Canada Télé
  -  Italia – Rai
  -  Spagna – RTVE
  -  Paesi Bassi – KRO
  -  Argentina – Crustel s.a.

## Diffusione internazionale
| Nazione        | Trasmesso da                                                               |
| -------------- | -------------------------------------------------------------------------- |
| Francia        | France Régions 3 (FR3)                                                     |
| Australia      | Special Broadcasting Service (SBS)                                         |
| Canada         | Ici Radio-Canada Télé                                                      |
| Italia         | Radiotelevisione Italiana (RAI); Italia 1 (Mediaset)                       |
| Spagna         | Radiotelevisión Española (RTVE)                                            |
| Paesi Bassi    | Katholieke Radio Omroep (KRO)                                              |
| Svizzera       | Société Suisse de Radiodiffusion et Télévision (SSR)                       |
| Belgio         | Radiodiffusion-Télévision Belge (RTBF), Belgische Radio en Televisie (BRT) |
| Argentina      | Crustel S.A.*                                                              |
| Giappone       | Eiken Co. Ltd.*                                                            |
| Germania Ovest | Westdeutscher Rundfunk (WDR), Südwestfunk (SWF)                            |
| Svezia         | Sveriges Television (SVT)                                                  |
| Portogallo     | Radiotelevisão Portuguesa (RTP)                                            |
| Irlanda        | Radio Telefis Éireann (RTÉ)                                                |
| Regno Unito    | Independent Television (ITV)                                               |

## Home video
La serie fu editata in 13 VHS dalla Laservision all'inizio degli anni 90 con il titolo Avventure nello spazio con il doppiaggio Rai. Nel 2020 la Dynit pubblica la serie in un cofanetto con quattro DVD contenente il doppiaggio Mediaset. Quest'ultima versione include la sigla di Cristina D'Avena, Ai confini dell'universo.